# Manaia (Taranaki)
Manaia ist ein kleiner Ort im South Taranaki District der Region Taranaki auf der Nordinsel von Neuseeland.

## Namensherkunft
Der Ort ist nach dem früheren Māori-Häuptling, Manaia Hukunui, der in der Region lebte, benannt.

## Geographie
Der Ort befindet sich rund 13 km westlich von Hawera, zwischen den Dörfern Otakeho und Tokaora. Bis zur südlich des Ortes liegenden Küste sind es knapp drei Kilometer. Der Gipfel des Mount Taranaki befindet sich rund 28 km nördlich des Ortes. Von seinen Hängen fließen zahlreiche Streams dem Meer entgegen, einige davon fließen westlich und östlich am Ort vorbei.

## Bevölkerung
Zum Zensus des Jahres 2013 zählte der Ort 960 Einwohner, 3,9 % mehr als zur Volkszählung im Jahr 2006.

## Wirtschaft
Die Bäckerei Yarrows, die 1923 gegründet wurde, ist der wichtigste Arbeitgeber des Ortes.

## Infrastruktur

### Straßenverkehr
Durch Manaia führt der New Zealand State Highway 45, der den Ort nach Westen hin über Ōpunake mit New Plymouth 55 km nördlich verbindet. Nach Osten hin hat Manaia über den State Highway eine Verbindung mit Wanganui.

### Bildungswesen
Manaia hat eine Grundschule. Sie wurde 1882 mit dem Namen Manaia School gegründet.

## Sehenswürdigkeiten
Der Ort besitzt eine noch gut erhaltene Verteidigungsanlage aus dem 19. Jahrhundert. Die Redoute wurde in den Jahren 1880 bis 1881 an dem Ort des ehemaligen Pā Te Takahe, dass durch den Parihaka-Häuptling Te Whiti o Rongomai erbaut wurde, errichtet. Der 35 m hohe hölzerne Wachturm wurde durch einen Sturm zerstört und 1912 durch einen Betonturm ersetzt. Dieser und zwei originale Blockhäuser stehen heute inmitten eines Golfplatzes. Gräben umgaben Turm und Blockhäuser. Die Anlage konnte etwa 160 Verteidiger beherbergen.
An der Straße von Manaia nach Hawera sind die Betonreste einer Mühle zu sehen, die 1900 errichtet wurde. Sie ersetzte eine hölzerne Mühle, die 1882 von D. F. McVicar von der Sentry Hill Flour Mill aus New Plymouth gebaut worden war. Die Mühle mit dem Wasser des Waiokura River über ein 4,6 m großes Wasserrad mit 11 kW Leistung angetrieben. Sie besaß vier Etagen und war 11 m lang und 6 m breit. Das Gebäude ermöglichte die Lagerung von 15.000 Sack Mehl.

## Sport
Manaia besitzt eine 18-Loch-Golfplatzanlage, die 1905 eröffnet wurde und als einer der ältesten Golfplätze in der Region Taranaki gilt.